# Rezső Velez
Rezső Velez (ur. 31 sierpnia 1887 w Komárnie, zm. 15 maja 1971 w Budapeszcie) – węgierski strzelec, dwukrotny olimpijczyk.

## Życiorys
W zawodach w strzelectwie zaczął uczestniczyć w 1908 roku, a w 1911 roku został po raz pierwszy mistrzem kraju. Wygrał krajowe eliminacje do Letnich Igrzysk Olimpijskich 1912, na których wystartował w czterech konkurencjach. Najwyższą pozycję indywidualnie zajął w karabinie wojskowym w trzech postawach z 300 m, w którym uplasował się na siódmym miejscu. W drużynowym strzelaniu z karabinu wojskowego Węgrzy zajęli ostatnią pozycję, a Velez uzyskał trzeci wynik w sześcioosobowym zespole węgierskim. Zakwalifikował się również do Letnich Igrzysk Olimpijskich 1924 w Paryżu, gdzie wystąpił w siedmiu konkurencjach. Najlepsze wyniki osiągnął w rundzie pojedynczej do sylwetki jelenia – drużynowo zajął szóste, a indywidualnie dziesiąte miejsce.
Z zawodu był inżynierem mechanikiem, ukończył studia na Uniwersytecie Technicznym w Budapeszcie. Podczas kariery sportowej był sekretarzem generalnym Węgierskiego Związku Strzeleckiego (z funkcji zrezygnował w 1925 roku). Kierował węgierskim oddziałem marki Philips, a w 1928 roku był doradcą rządu węgierskiego.

## Wyniki

### Igrzyska olimpijskie
| Igrzyska       | Konkurencja                                     | Wynik                                         | Miejsce | Źródło |
| -------------- | ----------------------------------------------- | --------------------------------------------- | ------- | ------ |
| Sztokholm 1912 | Karabin dowolny, trzy postawy, 300 m            | 712 pkt. (289–240–183)                        | 72      | [ 7 ]  |
| Sztokholm 1912 | Karabin wojskowy, trzy postawy, 300 m           | 92 pkt. (42–50)                               | 7       | [ 2 ]  |
| Sztokholm 1912 | Karabin wojskowy, dowolna postawa, 600 m        | 60 pkt.                                       | 73      | [ 8 ]  |
| Sztokholm 1912 | Karabin wojskowy, drużynowo                     | 1333 pkt. (druż.) 226 pkt. ind. (64–63–60–39) | 10      | [ 4 ]  |
| Paryż 1924     | Karabin dowolny leżąc, 600 m                    | 79 pkt.                                       | 35      | [ 9 ]  |
| Paryż 1924     | Karabin dowolny, drużynowo                      | 113 pkt. (ind.)                               | DNF     | [ 10 ] |
| Paryż 1924     | Karabin małokalibrowy leżąc, 50 m               | 372 pkt.                                      | 47      | [ 11 ] |
| Paryż 1924     | Pistolet szybkostrzelny, 25 m                   | 15 pkt.                                       | 31      | [ 12 ] |
| Paryż 1924     | Runda pojedyncza do sylwetki jelenia            | 35 pkt.                                       | 10      | [ 5 ]  |
| Paryż 1924     | Runda pojedyncza do sylwetki jelenia, drużynowo | 97 pkt. (druż.) 23 pkt.                       | 6       | [ 6 ]  |
| Paryż 1924     | Runda podwójna do sylwetki jelenia              | DNF                                           | DNF     | [ 13 ] |